# داوان روبنسون
داوان روبنسون (بالإنجليزية: Dawan Robinson)‏ مواليد 10 فبراير 1982، هو لاعب كرة سلة أمريكي بدأ مسيرته الاحترافية في سنة 2006 يلعب مع فريق بروس باسكتس ويحمل الرقم 55. يبلغ طوله 6 قدم 2 بوصة (1.9 م).

## فرق لعب لها
- ليموج سي إس بي
- بالاكانسترو ريجيانا
- سكايلاينرز فرانكفورت
- بالاكانسترو فاريزي
- بروس باسكتس

## روابط خارجية
- داوان روبنسون على موقع كرة السلة الأوروبية.كوم (الإنجليزية)
- داوان روبنسون على موقع كلية كرة السلة في سبورتس رفرنس.كوم (الإنجليزية)
- داوان روبنسون على موقع ريلجم (الإنجليزية)
- داوان روبنسون على موقع بروبوليرز (الإنجليزية)
- داوان روبنسون على موقع سبورتس رفرنس (الإنجليزية)
- داوان روبنسون على موقع سبورتس رفرنس (الإنجليزية)